# Wintersun (album)
Wintersun je debitantski studijski album finskog istoimenog melodičnog death metal sastava, tada samostalnog glazbenog projekta Jarija Mäenpääe. Album je 13. rujna 2004. godine objavila diskografska kuća Nuclear Blast. Glazbeni stil na albumu prikazuje djelomični odmak od folk metal zvuka Ensiferuma, grupe čiji je Mäenpää prethodno bio član. Umjesto toga, Wintersun miješa utjecaje power metala, melodičnog death metala i simfonijskog black metala.
Japanska je inačica albuma bila objavljena uz bonus tri demoskladbe pomoću kojih je sastav dobio ugovor s Nuclear Blastom.

## Pozadina
Wintersun je bio projekt koji je osam godina bio u izradi. Jari Mäenpää započeo je skladati glazbu za Wintersun krajem 1995., prije nego što se 1996. godine pridružio folk metal sastavu Ensiferum kao pjevač i gitarist. Godine 1997. Mäenpää je bio regrutiran u finsku vojsku jer je trebao odslužiti vojni rok, no tijekom njega dobio je tuberkulozu. Zbog kasne je dijagnoze Mäenpää trebao operaciju kako bi se odstranio dio njegovog plućnog krila te je zbog toga proveo više mjeseci u bolnici. Pjesma "Beautiful Death" kasnije će biti inspirirana ovim događajem.
Mäenpää je 2003. godine zaposlio Kaija Hahta kao studijskog bubnjara te je, nakon što je poslao nove snimljene demosnimke Nuclear Blastu, dobio ugovor za album. Nakon što je dovršio snimateljski proces za Ensiferumov drugi album, Iron, Mäenpää je započeo pripravljati aranžmane za buduće skladbe Wintersuna. Usprkos tome što je planirao očuvati Wintersun kao sekundarni projekt, došlo je do sukoba oko raspoređivanja studijskog vremena za Wintersun i promotivne turneje za Iron. Mäenpää je zatražio odmor od Ensiferuma te ga je na koncu bio prisiljen napustiti.

## Glazbeni stil i tekstovi pjesama
Glazbeni stil albuma ne može se čvrsto odrediti. Međutim, može biti opisan melodičnim i/ili epskim. Sastoji se od elemenata mnogih podžanrova metala, kao što su black, death, power i viking metal te je usto prisutan i utjecaj narodne glazbe. Također, donekle je prisutna i zvučna sličnost Ensiferumu, folk metal skupini čiji je Jari Mäenpää nekoć bio član, ali Wintersun se ne usredotočuje isključivo na folk metal.
Skladbe čine uglavnom složenije strukture od uobičajenog strofa-refren nacrta. Primjer ovoga je pjesma "Starchild", koja i glazbeno i tekstualno može biti podijeljena u više dijelova. Pjevanje karakteriziraju vriskovi black metala, ali i čisti, himnični vokali te pjevanje u visokom falsetu, što je odraz utjecaja power metala. Kao dodatak, često su prisutni i složeni gitarski rifovi, solo gitarske i bubnjarske dionice.
Kao utjecaje na svoju glazbu Mäenpää je naveo:
Nuclear Blast usporedio je Wintersun s Children of Bodomom, koji također ima potpisan ugovor s navedenom kućom; Mäenpää, međutim, niječe utjecaj ove grupe jer nije njen obožavatelj.
Tekstovi pjesama smatraju se integralnim dijelom tematske strukture albuma, iako se mogu tumačiti na različite načine.

## Snimanje
Za snimanje albuma bilo je korišteno nekoliko studija. Bubnjarske dionice Kaija Hahta bile su snimljene u studiju Tico Tico Studios u siječnju 2004. Vokali i većina gitarskih i sintesajzerskih dionica bili su snimljeni u travnju iste godine u studiju Sundi Coop Studios. Dodatne sintesajzerske i gitarske solističke dionice bile su snimljene u Mäenpääovoj kući na njegovom snimaču od 16 kanala.
Mäenpää, već mnogo godina naviknut na snimanje svoje glazbe koristeći se tehnikom višestruko snimljenih zapisa, nije imao problema prilikom izvođenja vokala, sviranja gitare, bas-gitare i klavijatura na albumu.
Nino Laurenne, gitarist grupe Thunderstone, miksao je album u studiju Sonic Pump Studios. Mastering je u studiju Finnvox Studios izvršio Mika Jussila. Album je bio objavljen 13. rujna 2004.

### Naslovnica
Naslovnicu za album načinio je Kristian Wåhlin (koji radi pod imenom Necrolord). Iako je već radio s Wåhlinom na naslovnicama za albume Ensiferuma, Mäenpää je bio inspiriran njegovim slikarskim radom koji je prikazivao hladnije, veličanstvenije pejzaže, uključujući naslovnice za Emperorov album In the Nightside Eclipse te Dissectionov Storm of the Light's Bane. Osim Mäenpääove ideje za naslovnicu, Wåhlin je na čitanje dobio tekstove pjesama te uzorke glazbe na slušanje.
Mäenpää je usporedio naslovnicu s pjesmom "Death and the Healing": "Čovjek koji je pao u snijeg mogao bi predstavljati 'smrt' [i] 'žalost', a svjetlo između stabala moglo bi predstavljati 'dom' [ili] "rođenje/liječenje'."

## Glazbeni spot za "Beyond the Dark Sun"

### Koncept
Video započinje kadrom u kojem se otvaraju čelična vrata. Ona otkrivaju siluetu Mäenpääe koji svira gitaru, dok magla oko njega simulira hladnoću koja ga okružuje. Tijekom uvodnog dijela pjesme video u brzim prijelazima prikazuje članove tadašnje postave sastava iza kojih se nalazi crna kulisa: Mäenpää svira gitaru, Hahto bubnjeve, Jukka Koskinen bas-gitaru od pet žica, a Oliver Fokin ritam gitaru.
Prvi je vizualni efekt predstavljen prikazom Mäenpääovog lica na mjesecu. Efekt mjeseca više je puta ponovno korišten tijekom videa, uglavnom uz razne kulise koje simuliraju galaksije, zvijezde i asteroide. Kad Mäenpää počne pjevati čiste vokale, predstavljen je motiv leda. Bijelo-plave vitice mraza i smrznutog dima odvajaju pjevača od gledatelja; lagana preeksponiranost i blijeda šminka na Mäenpääinu licu pojačavaju općenit efekt hladnoće.
Scenu brzo prekida Mäenpääin dolazak u žarišnu ravninu kamere tijekom koje izvodi grube vokale u uspravni mikrofon. Video u međuvremenu nastavljaju presijecati scene u kojima se pojavljuju drugi članovi sastava. Spot na koncu nastavlja prikazivati svaku od ovih navedenih scena do kraja skladbe, proširujući nekoliko ideja, uključujući topljenje mraza; nekoliko scena tijekom kojih Fokin i Mäenpää zajedno sviraju, tijekom čega svakog od njih osvjetljuje njegov vlastiti reflektor; scene Hahtovih dvostrukih čekića koji udaraju po velikom bubnju i jedinstvenu, mračnu scenu koja prikazuje sviranje svih članova u isto vrijeme. Konačnih nekoliko scena u videu prikazuju Mäenpääu kojeg zasljepljuje sjajna zraka svjetlosti.

### Snimanje
Glazbeni spot za "Beyond the Dark Sun" bio je sniman dva dana, 3. i 4. srpnja 2004. Producirao ga je i režirao Maurice Swinkels za LowLifeMedia.
Kako bi članovi sastava bili odvojeni od tamne pozadine ili smrznutih prednjih planova, gotovo se isključivo koristila tehnika cameo rasvjete te je, uparena s preeksponiranošću, bila efektivna pri prikazivanju Mäenpääe za kojeg se činilo da se nalazi duboko unutar obloga leda. Dva su reflektora katkad korištena kako bi odvojila članove sastava koji se pojavljuju zajedno.

## Popis pjesama
Tekstovi i glazba: Jari Mäenpää. 
| 1.    | »Beyond the Dark Sun«   | 2:38  |
| 2.    | »Winter Madness«        | 5:08  |
| 3.    | »Sleeping Stars«        | 5:41  |
| 4.    | »Battle Against Time«   | 7:03  |
| 5.    | »Death and the Healing« | 7:13  |
| 6.    | »Starchild ↓f«          | 7:54  |
| 7.    | »Beautiful Death«       | 8:16  |
| 8.    | »Sadness and Hate«      | 10:16 |
| 54:09 |                         |       |

## Recenzije
Eduardo Rivadavia, glazbeni kritičar sa stranice AllMusic, nazvao je Wintersun spojem "vrlo brze preciznosti sviranja gitare u stilu Yngwiea Malmsteena (poslušajte brzu "Beyond the Dark Sun") s melodijskim utjecajima post-helloweenovskog power metala (poslušajte raznolikiju "Winter Madness") i domaće strasti za skladanjem u narodnom stilu koju su donijeli pionirski zemljaci Amorphis", opisujući Mäenpääin album "zapanjujućim", "pirotehničnim" i "zadivljujućim (a i donekle morbidnim) black metal tour de forceom." Budući da je bazirao svoje izvorno mišljenje o albumu na naslovnici, koja "je izazivala misli o jednostavnom black metalu prožetu poganskim ili antikršćanskim porukama", njegov je sveopći dojam nastao kao plod iznenađenja. Unatoč ovim "uvijanjima i skretanjima" Rivadavia je izjavio kako je album formulaičan te mu je dodijelio tri i pol od pet zvjezdica.
Mike Stagno, član osoblja stranice Sputnikmusic, pohvalio je Mäenpääin Wintersun te je izjavio kako je sastav "snažniji" od Ensiferuma. Stagno je naglasio povezanost između glazbe i naslovnice albuma, od kojih su obje "turobne i hladne", a ipak zadržavaju "mističnu privlačnost." Stagnova je jedina kritika bila upućena Mäenpääinim čistim vokalima, koji su "zvučali pasivno" i nisu "toliko dotjerani" poput grubih vokala.

## Zasluge
Wintersun
- Jari Mäenpää – vokali, gitara, bas-gitara, klavijature, produkcija
- Kai "the Grinder" Hahto – bubnjevi

Ostalo osoblje
- Nino Laurenne – miksanje
- Mika Jussila – mastering
- Tuomo Valtonen – snimanje
- Ahti Kortelainen – snimanje bubnjeva
- Necrolord – naslovnica

## Fusnote
1. ↑f Pjesma "Starchild" podijeljena je na pet dijelova: "Wanderer of Time", "Burning Star", "The Creation", "The Sea of Stars" i "Finale".